# Julia Morilla de Campbell
Julia Morilla de Campbell (Rosario, 3 de abril de 1922 - 7 de octubre de 2020) fue una escritora argentina especializada en literatura infantil y juvenil.
Nació en Rosario (provincia de Santa Fe), hija de José María Morilla (andaluz) y de Adela C. C. Valero (catalana).
Desde pequeña estudió canto varios años. En su adolescencia cantaba sevillanas y coplas españolas en una conocida emisora de radio rosarina. En esos años estudió artes plásticas con el pintor tucumano Juan Grela (1914-1992), quien residía en Rosario con su familia: su esposa ―la pintora Haydée Aid Herrera― y su hijo ―el actual compositor Dante Grela (1941)―.
Cuando terminó la escuela secundaria, a los 17 años, recibida de maestra, se trasladó al sureste de la provincia de Córdoba (a unos 200 km de Rosario) y vivió durante un tiempo en una escuela rural levantada por campesinos de las colonias que se habían desplazado hacia esa zona. Allí trabajó como docente durante buena parte de su juventud. Después siguió viajando por otras regiones del país.
En su primera obra, Crines al viento relató las andanzas de un caballo y de un niño a través de la pampa, la región patagónica y la Antártida. Introdujo en sus libros la aventura, una modalidad inexplorada en la literatura juvenil argentina. Aplicó también esa modalidad en su libro Adiós Canopus, cuya historia tiene lugar en la selva misionera e incluye personajes de la etnia guaraní (que hasta los años 2000 en las escuelas primarias argentinas se enseñaba que habían desaparecido, absorbidos por la cultura occidental). En Sombrero negro la aventura transcurre en el monte chaqueño. Más tarde publicó el libro de poemas Viajando en el calendario escolar y El rey: aventuras de un cóndor neuquino, pone a disposición de los maestros y alumnos de las escuelas argentinas.
Se casó con Alberto Campbell ―descendiente de irlandeses―, con quien tuvo una hija, llamada Julia Norma Campbell. En los años noventa se mudó desde Rosario para vivir con su hija en la ciudad de Neuquén (en el sur argentino), con cuya familia reside actualmente. La hija de su hija Norma se llama Silvina Tabbush, y es cantautora de folclor argentino.

## Obras
- 1976: Crines al viento.[4]
- 1976: Adiós Canopus: viaje por la Mesopotamia hasta la selva misionera.
- 1978: Viajando con el calendario escolar: poesías de clases alusivas.
- 1978: El rey: aventuras de un cóndor neuquino.
- 1976: Sombrero negro, vida y aventuras en la selva chaqueña. Buenos Aires: Plus Ultra.